# Daire I mac Degaid
Daire I mac Degaid – drugi legendarny król Munsteru z rodu Clanna Dedad, syn Dedada (Degada) mac Sin, eponima Clanna Dedad. Nie był jedynym królem, bowiem w jego czasach rządził Munsterem także Luchta, nazywany "Lugh syn Lugaida Lamhfinna zaszczytny [...] zwierzchni król Munsteru" w Cath Cumair. Ci byli współcześni Eochaidowi IX Feidlechowi, zwierzchniemu królowi Irlandii. Daire wraz z Daire, pradziadkiem zwierzchniego króla Irlandii Lugaida VI MacConn, był eponimicznym przodkiem ludu Dáirine z Munsteru. Objął tron munsterski po swym bracie, Iarze mac Degaid. Jego następcą został wnuk tegoż Iara, Eogan mac Oililla. Daire jest prawdopodobnie identyczny z Dáire Doimthechem (Sírchrechtachem), przodkiem Corcu Loígde. Jego żoną była Morand Manandach, siostra Eochaida Eachbeoila („Końskie Usta”) ze Szkocji. Pozostawił po sobie syna i dwie córki:
- Curoi mac Daire, heros i przyszły król Munsteru
- Cindit (Cinnfinn), żona Crimthanna Mora, matka Aengusa Osraidi, eponima i króla Osraige
- Fingile, matka Noidiu Nae mBrethach